# Campeonato Mundial de Voleibol Masculino de 2014
El XVIII Campeonato Mundial de Voleibol Masculino se celebró en Polonia entre el 30 de agosto y el 21 de septiembre de 2014 bajo la organización de la Federación Internacional de Voleibol (FIVB) y la Federación Polaca de Voleibol.
Compitieron en el evento 24 selecciones nacionales afiliadas a la FIVB por el título mundial, cuyo anterior portador era la selección de Brasil, ganadora del Mundial de 2010.
El equipo de Polonia conquistó su segundo título mundial al vencer en la final al equipo de Brasil con un marcador de 3-1 (93-92). El conjunto de Alemania ganó la medalla de bronce en el partido por el tercer puesto contra el equipo de Francia.

## Sedes
| Foto | Grupo                 | Ciudad    | Instalación             | Capacidad |
| ---- | --------------------- | --------- | ----------------------- | --------- |
|      | A                     | Varsovia  | Estadio Nacional        | 58 145    |
|      | A y F                 | Breslavia | Pabellón del Centenario | 10 000    |
|      | B, F y G y fase final | Katowice  | Spodek                  | 11 000    |
|      | C                     | Gdańsk    | Ergo Arena              | 11 000    |
|      | D                     | Cracovia  | Arena de Cracovia       | 15 000    |
|      | E, H y fase final     | Łódź      | Atlas Arena             | 12 000    |
|      | E                     | Bydgoszcz | Łuczniczka              | 8000      |

## Calendario
| 1F | Primera fase | 2F | Segunda fase | 3F | Tercera fase | FF | Fase final |

| Agosto/sept. de 2014   | 30 Sáb | 31 Dom | 01 Lun | 02 Mar | 03 Mié | 04 Jue | 05 Vie | 06 Sáb  | 07 Dom  | 08 Lun | 09 Mar | 10 Mié | 11 Jue | 12 Vie | 13 Sáb | 14 Dom | 15 Lun | 16 Mar | 17 Mié | 18 Jue | 19 Vie | 20 Sáb | 21 Dom |
| ---------------------- | ------ | ------ | ------ | ------ | ------ | ------ | ------ | ------- | ------- | ------ | ------ | ------ | ------ | ------ | ------ | ------ | ------ | ------ | ------ | ------ | ------ | ------ | ------ |
| Fase (no. de partidos) | 1F (1) | 1F (5) | 1F (6) | 1F (6) | 1F (6) | 1F (6) | 1F (6) | 1F (12) | 1F (12) | —      | —      | 2F (8) | 2F (8) | —      | 2F (8) | 2F (8) |        | 3F (2) | 3F (2) | 3F (2) | —      | FF (3) | FF (2) |

## Grupos
| Grupo A   | Grupo B       | Grupo C  | Grupo D        |
| --------- | ------------- | -------- | -------------- |
| Polonia   | Brasil        | Rusia    | Francia        |
| Serbia    | Alemania      | Canadá   | Irán           |
| Argentina | Finlandia     | Bulgaria | Estados Unidos |
| Australia | Cuba          | China    | Italia         |
| Venezuela | Corea del Sur | México   | Bélgica        |
| Camerún   | Túnez         | Egipto   | Puerto Rico    |

## Primera fase
- Todos los partidos en la hora local de Polonia (UTC+2).

Los primeros cuatro de cada grupo pasan a la segunda fase.

### Grupo A
| Equipo    | J | G | P | SG | SP | R      | PG  | PP  | R     | PTS |
| --------- | - | - | - | -- | -- | ------ | --- | --- | ----- | --- |
| Polonia   | 5 | 5 | 0 | 15 | 1  | 15,000 | 400 | 311 | 1,286 | 15  |
| Serbia    | 5 | 4 | 1 | 12 | 6  | 2,000  | 425 | 396 | 1,073 | 12  |
| Argentina | 5 | 3 | 2 | 10 | 6  | 1,666  | 372 | 342 | 1,087 | 9   |
| Australia | 5 | 2 | 3 | 7  | 11 | 0,636  | 384 | 397 | 0,967 | 5   |
| Venezuela | 5 | 1 | 4 | 5  | 13 | 0,384  | 366 | 424 | 0,863 | 4   |
| Camerún   | 5 | 0 | 5 | 3  | 15 | 0,200  | 382 | 459 | 0,832 | 0   |

- Resultados

| Fecha | Hora  | Partido¹  | Partido¹ | Partido¹  | Resultado | S1    | S2    | S3    | S4    | S5   | Total  |
| ----- | ----- | --------- | -------- | --------- | --------- | ----- | ----- | ----- | ----- | ---- | ------ |
| 30.08 | 20:15 | Polonia   | -        | Serbia    | 3-0       | 25-19 | 25-18 | 25-18 | –     | –    | 75-55  |
| 31.08 | 16:30 | Venezuela | -        | Argentina | 0-3       | 23-25 | 17-25 | 19-25 | –     | –    | 59-75  |
| 31.08 | 20:25 | Camerún   | -        | Australia | 0-3       | 22-25 | 15-25 | 18-25 | –     | –    | 55-75  |
| 02.09 | 13:10 | Argentina | -        | Serbia    | 1-3       | 17-25 | 25-20 | 21-25 | 21-25 | –    | 84-95  |
| 02.09 | 16:40 | Venezuela | -        | Camerún   | 3-1       | 25-22 | 25-21 | 31-33 | 25-14 | –    | 106-90 |
| 02.09 | 20:25 | Australia | -        | Polonia   | 0-3       | 17-25 | 19-25 | 22-25 | –     | –    | 58-75  |
| 04.09 | 13:10 | Camerún   | -        | Argentina | 0-3       | 17-25 | 18-25 | 23-25 | –     | –    | 58-75  |
| 04.09 | 16:40 | Serbia    | -        | Australia | 3-1       | 25-23 | 25-22 | 22-25 | 25-17 | –    | 97-87  |
| 04.09 | 20:25 | Polonia   | -        | Venezuela | 3-0       | 25-20 | 25-13 | 25-14 | –     | –    | 75-47  |
| 06.09 | 13:10 | Argentina | -        | Australia | 3-0       | 25-18 | 25-19 | 25-18 | –     | –    | 75-55  |
| 06.09 | 16:40 | Venezuela | -        | Serbia    | 0-3       | 20-25 | 17-25 | 22-25 | –     | –    | 59-75  |
| 06.09 | 20:25 | Camerún   | -        | Polonia   | 1-3       | 27-25 | 23-25 | 16-25 | 22-25 | –    | 88-100 |
| 07.09 | 13:10 | Australia | -        | Venezuela | 3-2       | 25-20 | 23-25 | 21-25 | 25-16 | 15-9 | 109-95 |
| 07.09 | 16:40 | Polonia   | -        | Argentina | 3-0       | 25-20 | 25-20 | 25-23 | –     | –    | 75-63  |
| 07.09 | 20:25 | Serbia    | -        | Camerún   | 3-1       | 25-21 | 24-26 | 29-27 | 25-17 | –    | 103-91 |

- (¹) – Todos en Breslavia, a excepción del primero que se efectuó en Varsovia.

### Grupo B
| Equipo        | J | G | P | SG | SP | R     | PG  | PP  | R     | PTS |
| ------------- | - | - | - | -- | -- | ----- | --- | --- | ----- | --- |
| Brasil        | 5 | 5 | 0 | 15 | 3  | 5,000 | 428 | 352 | 1,216 | 14  |
| Alemania      | 5 | 4 | 1 | 12 | 5  | 2,400 | 398 | 338 | 1,178 | 12  |
| Finlandia     | 5 | 3 | 2 | 10 | 8  | 1,250 | 415 | 396 | 1,048 | 8   |
| Cuba          | 5 | 2 | 3 | 9  | 12 | 0,750 | 448 | 466 | 0,961 | 6   |
| Corea del Sur | 5 | 1 | 4 | 6  | 13 | 0,461 | 390 | 441 | 0,884 | 4   |
| Túnez         | 5 | 0 | 5 | 4  | 15 | 0,266 | 361 | 447 | 0,808 | 1   |

- Resultados

| Fecha | Hora  | Partido¹      | Partido¹ | Partido¹      | Resultado | S1    | S2    | S3    | S4    | S5    | Total   |
| ----- | ----- | ------------- | -------- | ------------- | --------- | ----- | ----- | ----- | ----- | ----- | ------- |
| 01.09 | 13:10 | Brasil        | -        | Alemania      | 3-0       | 25-21 | 25-19 | 25-17 | –     | –     | 75-57   |
| 01.09 | 16:40 | Finlandia     | -        | Cuba          | 3-2       | 18-25 | 21-25 | 27-25 | 25-23 | 15-12 | 106-110 |
| 01.09 | 20:25 | Corea del Sur | -        | Túnez         | 3-1       | 24-26 | 26-24 | 25-21 | 25-18 | –     | 100-89  |
| 03.09 | 13:10 | Cuba          | -        | Alemania      | 0-3       | 16-25 | 21-25 | 19-25 | –     | –     | 56-75   |
| 03.09 | 16:40 | Finlandia     | -        | Corea del Sur | 3-0       | 25-22 | 26-24 | 25-15 | –     | –     | 76-61   |
| 03.09 | 20:25 | Túnez         | -        | Brasil        | 0-3       | 18-25 | 10-25 | 17-25 | –     | –     | 45-75   |
| 05.09 | 13:10 | Corea del Sur | -        | Cuba          | 1-3       | 21-25 | 25-23 | 14-25 | 22-25 | –     | 82-98   |
| 05.09 | 16:40 | Alemania      | -        | Túnez         | 3-1       | 25-13 | 25-19 | 21-25 | 25-12 | –     | 96-69   |
| 05.09 | 20:25 | Brasil        | -        | Finlandia     | 3-0       | 27-25 | 25-21 | 26-24 | –     | –     | 78-70   |
| 06.09 | 13:10 | Cuba          | -        | Túnez         | 3-2       | 16-25 | 25-20 | 25-23 | 20-25 | 15-13 | 101-106 |
| 06.09 | 16:40 | Finlandia     | -        | Alemania      | 1-3       | 20-25 | 25-19 | 24-26 | 19-25 | –     | 88-95   |
| 06.09 | 20:25 | Corea del Sur | -        | Brasil        | 2-3       | 25-21 | 13-25 | 21-25 | 25-17 | 13-15 | 97-103  |
| 07.09 | 13:10 | Túnez         | -        | Finlandia     | 0-3       | 18-25 | 14-25 | 20-25 | –     | –     | 52-75   |
| 07.09 | 16:40 | Alemania      | -        | Corea del Sur | 3-0       | 25-13 | 25-16 | 25-21 | –     | –     | 75-50   |
| 07.09 | 20:25 | Brasil        | -        | Cuba          | 3-1       | 22-25 | 23-25 | 25-18 | 25-17 | –     | 97-83   |

- (¹) – Todos en Katowice.

### Grupo C
| Equipo   | J | G | P | SG | SP | R     | PG  | PP  | R     | PTS |
| -------- | - | - | - | -- | -- | ----- | --- | --- | ----- | --- |
| Rusia    | 5 | 5 | 0 | 15 | 3  | 5,000 | 429 | 347 | 1,236 | 14  |
| Canadá   | 5 | 4 | 1 | 12 | 5  | 2,400 | 392 | 349 | 1,123 | 11  |
| Bulgaria | 5 | 3 | 2 | 13 | 8  | 1,625 | 462 | 437 | 1,057 | 10  |
| China    | 5 | 2 | 3 | 6  | 11 | 0,545 | 386 | 408 | 0,946 | 6   |
| México   | 5 | 1 | 4 | 5  | 14 | 0,357 | 370 | 442 | 0,837 | 2   |
| Egipto   | 5 | 0 | 5 | 5  | 15 | 0,333 | 411 | 467 | 0,880 | 2   |

- Resultados

| Fecha | Hora  | Partido¹ | Partido¹ | Partido¹ | Resultado | S1    | S2    | S3    | S4    | S5    | Total   |
| ----- | ----- | -------- | -------- | -------- | --------- | ----- | ----- | ----- | ----- | ----- | ------- |
| 01.09 | 13:10 | Rusia    | -        | Canadá   | 3-0       | 25-21 | 25-19 | 25-21 | –     | –     | 75-61   |
| 01.09 | 16:40 | México   | -        | Bulgaria | 0-3       | 16-25 | 17-25 | 21-25 | –     | –     | 54-75   |
| 01.09 | 20:25 | China    | -        | Egipto   | 3-1       | 25-20 | 25-20 | 23-25 | 33-31 | –     | 106-96  |
| 03.09 | 13:10 | Bulgaria | -        | Canadá   | 2-3       | 25-17 | 17-25 | 25-20 | 24-26 | 8-15  | 99-103  |
| 03.09 | 16:40 | México   | -        | China    | 1-3       | 25-20 | 19-25 | 20-25 | 20-25 | –     | 84-95   |
| 03.09 | 20:25 | Egipto   | -        | Rusia    | 0-3       | 22-25 | 15-25 | 15-25 | –     | –     | 52-75   |
| 05.09 | 13:10 | China    | -        | Bulgaria | 0-3       | 23-25 | 23-25 | 19-25 | –     | –     | 65-75   |
| 05.09 | 16:40 | Canadá   | -        | Egipto   | 3-0       | 25-14 | 25-19 | 25-22 | –     | –     | 75-55   |
| 05.09 | 20:25 | Rusia    | -        | México   | 3-1       | 21-25 | 25-20 | 25-14 | 25-17 | –     | 96-76   |
| 06.09 | 13:10 | Bulgaria | -        | Egipto   | 3-2       | 25-22 | 26-24 | 23-25 | 20-25 | 15-11 | 109-107 |
| 06.09 | 16:40 | México   | -        | Canadá   | 0-3       | 17-25 | 18-25 | 19-25 | –     | –     | 54-75   |
| 06.09 | 20:25 | China    | -        | Rusia    | 0-3       | 22-25 | 11-25 | 21-25 | –     | –     | 54-75   |
| 07.09 | 13:10 | Egipto   | -        | México   | 2-3       | 25-16 | 20-25 | 21-25 | 25-21 | 10-15 | 101-102 |
| 07.09 | 16:40 | Canadá   | -        | China    | 3-0       | 26-24 | 27-25 | 25-17 | –     | –     | 78-66   |
| 07.09 | 20:25 | Rusia    | -        | Bulgaria | 3-2       | 20-25 | 23-25 | 25-20 | 25-23 | 15-11 | 108-104 |

- (¹) – Todos en Gdańsk.

### Grupo D
| Equipo         | J | G | P | SG | SP | R     | PG  | PP  | R     | PTS |
| -------------- | - | - | - | -- | -- | ----- | --- | --- | ----- | --- |
| Francia        | 5 | 4 | 1 | 14 | 7  | 2,000 | 469 | 437 | 1,073 | 12  |
| Irán           | 5 | 4 | 1 | 13 | 7  | 1,857 | 462 | 420 | 1,100 | 11  |
| Estados Unidos | 5 | 3 | 2 | 12 | 9  | 1,333 | 461 | 419 | 1,100 | 9   |
| Italia         | 5 | 2 | 3 | 9  | 12 | 0,750 | 462 | 473 | 0,977 | 5   |
| Bélgica        | 5 | 1 | 4 | 9  | 12 | 0,750 | 437 | 467 | 0,936 | 5   |
| Puerto Rico    | 5 | 1 | 4 | 3  | 13 | 0,230 | 315 | 390 | 0,808 | 3   |

- Resultados

| Fecha | Hora  | Partido¹       | Partido¹ | Partido¹       | Resultado | S1    | S2    | S3    | S4    | S5    | Total   |
| ----- | ----- | -------------- | -------- | -------------- | --------- | ----- | ----- | ----- | ----- | ----- | ------- |
| 31.08 | 13:10 | Italia         | -        | Irán           | 1-3       | 16-25 | 25-23 | 21-25 | 22-25 | –     | 84-98   |
| 31.08 | 16:30 | Bélgica        | -        | Estados Unidos | 2-3       | 21-25 | 25-17 | 16-25 | 25-21 | 11-15 | 98-103  |
| 31.08 | 20:25 | Puerto Rico    | -        | Francia        | 0-3       | 23-25 | 22-25 | 24-25 | –     | –     | 69-76   |
| 02.09 | 13:10 | Estados Unidos | -        | Irán           | 2-3       | 23-25 | 19-25 | 25-19 | 25-18 | 15-17 | 107-104 |
| 02.09 | 16:40 | Bélgica        | -        | Puerto Rico    | 3-0       | 25-19 | 25-17 | 25-20 | –     | –     | 75-56   |
| 02.09 | 20:25 | Francia        | -        | Italia         | 2-3       | 25-20 | 25-20 | 23-25 | 13-25 | 12-15 | 107-104 |
| 04.09 | 13:10 | Puerto Rico    | -        | Estados Unidos | 0-3       | 15-25 | 8-25  | 20-25 | –     | –     | 43-75   |
| 04.09 | 16:40 | Irán           | -        | Francia        | 1-3       | 18-25 | 25-14 | 19-25 | 27-29 | –     | 89-93   |
| 04.09 | 20:25 | Italia         | -        | Bélgica        | 3-1       | 26-28 | 25-15 | 25-16 | 28-26 | –     | 104-85  |
| 06.09 | 13:10 | Estados Unidos | -        | Francia        | 1-3       | 25-19 | 17-25 | 15-25 | 21-25 | –     | 78-94   |
| 06.09 | 16:40 | Bélgica        | -        | Irán           | 1-3       | 23-25 | 15-25 | 25-21 | 20-25 | –     | 83-96   |
| 06.09 | 20:25 | Puerto Rico    | -        | Italia         | 3-1       | 19-25 | 25-19 | 25-23 | 25-22 | –     | 94-89   |
| 07.09 | 13:10 | Francia        | -        | Bélgica        | 3-2       | 25-14 | 21-25 | 25-20 | 22-25 | 15-12 | 108-96  |
| 07.09 | 16:40 | Irán           | -        | Puerto Rico    | 3-0       | 25-17 | 25-22 | 25-14 | –     | –     | 75-53   |
| 07.09 | 20:25 | Italia         | -        | Estados Unidos | 1-3       | 18-25 | 20-25 | 25-23 | 17-25 | –     | 80-98   |

- (¹) – Todos en Cracovia.

## Segunda fase
- Todos los partidos en la hora local de Polonia (UTC+2).

Los primeros tres de cada grupo pasan a la tercera fase.

### Grupo E
| Equipo         | J | G | P | SG | SP | R     | PG  | PP  | R     | PTS |
| -------------- | - | - | - | -- | -- | ----- | --- | --- | ----- | --- |
| Francia        | 7 | 5 | 2 | 19 | 11 | 1,727 | 693 | 649 | 1,067 | 17  |
| Polonia        | 7 | 6 | 1 | 19 | 8  | 2,375 | 636 | 568 | 1,119 | 16  |
| Irán           | 7 | 5 | 2 | 18 | 11 | 1,636 | 659 | 623 | 1,057 | 15  |
| Estados Unidos | 7 | 4 | 3 | 17 | 12 | 1,416 | 673 | 633 | 1,063 | 14  |
| Serbia         | 7 | 3 | 4 | 12 | 14 | 0,857 | 601 | 617 | 0,974 | 9   |
| Argentina      | 7 | 3 | 4 | 11 | 15 | 0,733 | 570 | 602 | 0,946 | 8   |
| Italia         | 7 | 2 | 5 | 10 | 18 | 0,555 | 615 | 645 | 0,953 | 5   |
| Australia      | 7 | 0 | 5 | 4  | 21 | 0,190 | 509 | 619 | 0,822 | 0   |

- Resultados

| Fecha | Hora  | Partido¹  | Partido¹ | Partido¹       | Resultado | S1    | S2    | S3    | S4    | S5    | Total   |
| ----- | ----- | --------- | -------- | -------------- | --------- | ----- | ----- | ----- | ----- | ----- | ------- |
| 10.09 | 16:40 | Argentina | -        | Francia        | 1-3       | 25-21 | 17-25 | 27-29 | 18-25 | –     | 87-100  |
| 10.09 | 16:40 | Serbia    | -        | Italia         | 3-0       | 25-19 | 29-27 | 25-22 | –     | –     | 79-68   |
| 10.09 | 20:25 | Australia | -        | Irán           | 1-3       | 23-25 | 21-25 | 25-21 | 17-25 | –     | 86-96   |
| 10.09 | 20:25 | Polonia   | -        | Estados Unidos | 1-3       | 27-29 | 22-25 | 27-25 | 23-25 | –     | 99-104  |
| 11.09 | 16:40 | Argentina | -        | Irán           | 0-3       | 15-25 | 23-25 | 16-25 | –     | –     | 54-75   |
| 11.09 | 16:40 | Serbia    | -        | Estados Unidos | 1-3       | 25-23 | 29-31 | 17-25 | 21-25 | –     | 92-104  |
| 11.09 | 20:25 | Australia | -        | Francia        | 1-3       | 22-25 | 18-25 | 32-30 | 17-25 | –     | 89-105  |
| 11.09 | 20:25 | Polonia   | -        | Italia         | 3-1       | 19-25 | 25-18 | 25-20 | 26-24 | –     | 95-87   |
| 13.09 | 16:40 | Argentina | -        | Italia         | 3-1       | 17-25 | 25-21 | 30-28 | 25-21 | –     | 97-95   |
| 13.09 | 16:40 | Serbia    | -        | Francia        | 1-3       | 27-25 | 23-25 | 23-25 | 20-25 | –     | 93-100  |
| 13.09 | 20:25 | Australia | -        | Estados Unidos | 0-3       | 15-25 | 19-25 | 20-25 | –     | –     | 54-75   |
| 13.09 | 20:25 | Polonia   | -        | Irán           | 3-2       | 25-17 | 25-16 | 24-26 | 19-25 | 16-14 | 109-98  |
| 14.09 | 16:40 | Argentina | -        | Estados Unidos | 3-2       | 19-25 | 28-26 | 25-20 | 23-25 | 15-11 | 110-107 |
| 14.09 | 16:40 | Serbia    | -        | Irán           | 1-3       | 25-27 | 25-22 | 22-25 | 18-25 | –     | 90-99   |
| 14.09 | 20:25 | Australia | -        | Italia         | 1-3       | 23-25 | 14-25 | 25-21 | 21-25 | –     | 80-96   |
| 14.09 | 20:25 | Polonia   | -        | Francia        | 3-2       | 25-18 | 21-25 | 25-23 | 22-25 | 15-12 | 108-103 |

- (¹) – El primero en Bydgoszcz y el segundo en Łódź, y así sucesivamente.

### Grupo F
| Equipo    | J | G | P | SG | SP | R      | PG  | PP  | R     | PTS |
| --------- | - | - | - | -- | -- | ------ | --- | --- | ----- | --- |
| Brasil    | 7 | 7 | 0 | 21 | 2  | 10,500 | 578 | 476 | 1,214 | 21  |
| Rusia     | 7 | 6 | 1 | 19 | 6  | 3,166  | 592 | 498 | 1,188 | 17  |
| Alemania  | 7 | 5 | 2 | 15 | 8  | 1,875  | 537 | 497 | 1,080 | 15  |
| Canadá    | 7 | 4 | 3 | 12 | 13 | 0,923  | 574 | 560 | 1,025 | 10  |
| Finlandia | 7 | 2 | 5 | 9  | 17 | 0,529  | 561 | 602 | 0,931 | 6   |
| Cuba      | 7 | 1 | 6 | 11 | 18 | 0,611  | 601 | 660 | 0,910 | 6   |
| Bulgaria  | 7 | 1 | 6 | 8  | 18 | 0,444  | 534 | 604 | 0,884 | 5   |
| China     | 7 | 2 | 5 | 6  | 19 | 0,315  | 508 | 588 | 0,863 | 4   |

- Resultados

| Fecha | Hora  | Partido¹  | Partido¹ | Partido¹ | Resultado | S1    | S2    | S3    | S4    | S5    | Total   |
| ----- | ----- | --------- | -------- | -------- | --------- | ----- | ----- | ----- | ----- | ----- | ------- |
| 10.09 | 16:40 | Brasil    | -        | Bulgaria | 3-0       | 25-15 | 25-21 | 25-21 | –     | –     | 75-57   |
| 10.09 | 16:40 | Finlandia | -        | Rusia    | 0-3       | 10-25 | 18-25 | 16-25 | –     | –     | 44-75   |
| 10.09 | 20:25 | Alemania  | -        | China    | 3-0       | 25-19 | 25-22 | 25-17 | –     | –     | 75-58   |
| 10.09 | 20:25 | Cuba      | -        | Canadá   | 2-3       | 27-25 | 18-25 | 25-23 | 11-25 | 13-15 | 94-113  |
| 11.09 | 16:40 | Brasil    | -        | China    | 3-0       | 25-14 | 25-23 | 25-18 | –     | –     | 75-55   |
| 11.09 | 16:40 | Finlandia | -        | Canadá   | 0-3       | 25-27 | 25-27 | 19-25 | –     | –     | 69-79   |
| 11.09 | 20:25 | Alemania  | -        | Bulgaria | 3-1       | 25-16 | 25-15 | 23-25 | 25-17 | –     | 98-73   |
| 11.09 | 20:25 | Cuba      | -        | Rusia    | 1-3       | 18-25 | 25-23 | 15-25 | 19-25 | –     | 77-98   |
| 13.09 | 16:40 | Brasil    | -        | Canadá   | 3-0       | 25-19 | 25-23 | 29-27 | –     | –     | 79-69   |
| 13.09 | 16:40 | Finlandia | -        | China    | 2-3       | 25-22 | 22-25 | 23-25 | 25-20 | 14-16 | 109-108 |
| 13.09 | 20:25 | Alemania  | -        | Rusia    | 0-3       | 17-25 | 18-25 | 24-26 | –     | –     | 59-76   |
| 13.09 | 20:25 | Cuba      | -        | Bulgaria | 3-0       | 25-23 | 25-18 | 20-28 | –     | –     | 80-69   |
| 14.09 | 16:40 | Brasil    | -        | Rusia    | 3-1       | 25-21 | 24-26 | 25-19 | 25-19 | –     | 99-85   |
| 14.09 | 16:40 | Finlandia | -        | Bulgaria | 3-0       | 25-18 | 25-21 | 25-18 | –     | –     | 75-57   |
| 14.09 | 20:25 | Alemania  | -        | Canadá   | 3-0       | 28-26 | 25-22 | 25-23 | –     | –     | 78-71   |
| 14.09 | 20:25 | Cuba      | -        | China    | 2-3       | 25-19 | 20-25 | 25-18 | 20-25 | 11-15 | 101-102 |

- (¹) – El primero en Katowice y el segundo en Breslavia, y así sucesivamente.

## Tercera fase
- Todos los partidos en la hora local de Polonia (UTC+2).

Los primeros dos de cada grupo disputan las semifinales.

### Grupo G
| Equipo   | J | G | P | SG | SP | R     | PG  | PP  | R     | PTS |
| -------- | - | - | - | -- | -- | ----- | --- | --- | ----- | --- |
| Francia  | 2 | 2 | 0 | 6  | 2  | 3,000 | 182 | 163 | 1,116 | 5   |
| Alemania | 2 | 1 | 1 | 3  | 3  | 1,000 | 136 | 131 | 1,038 | 3   |
| Irán     | 2 | 0 | 2 | 2  | 6  | 0,333 | 157 | 181 | 0,867 | 1   |

- Resultados

| Fecha | Hora  | Partido¹ | Partido¹ | Partido¹ | Resultado | S1    | S2    | S3    | S4    | S5   | Total   |
| ----- | ----- | -------- | -------- | -------- | --------- | ----- | ----- | ----- | ----- | ---- | ------- |
| 16.09 | 20:25 | Francia  | -        | Alemania | 3-0       | 25-15 | 26-24 | 25-22 | –     | –    | 76-61   |
| 17.09 | 20:25 | Alemania | -        | Irán     | 3-0       | 25-15 | 25-21 | 25-19 | –     | –    | 75-55   |
| 18.09 | 20:25 | Francia  | -        | Irán     | 3-2       | 25-20 | 25-23 | 22-25 | 19-25 | 15-9 | 106-102 |

- (¹) – Todos en Katowice.

### Grupo H
| Equipo  | J | G | P | SG | SP | R     | PG  | PP  | R     | PTS |
| ------- | - | - | - | -- | -- | ----- | --- | --- | ----- | --- |
| Polonia | 2 | 2 | 0 | 6  | 4  | 1,500 | 211 | 210 | 1,004 | 4   |
| Brasil  | 2 | 1 | 1 | 5  | 3  | 1,666 | 180 | 166 | 1,084 | 4   |
| Rusia   | 2 | 0 | 2 | 2  | 6  | 0,333 | 168 | 183 | 0,918 | 1   |

- Resultados

| Fecha | Hora  | Partido¹ | Partido¹ | Partido¹ | Resultado | S1    | S2    | S3    | S4    | S5    | Total   |
| ----- | ----- | -------- | -------- | -------- | --------- | ----- | ----- | ----- | ----- | ----- | ------- |
| 16.09 | 20:25 | Polonia  | -        | Brasil   | 3-2       | 25-22 | 22-25 | 14-25 | 25-18 | 17-15 | 103-105 |
| 17.09 | 20:25 | Brasil   | -        | Rusia    | 3-0       | 25-22 | 25-20 | 25-21 | –     | –     | 75-63   |
| 18.09 | 20:25 | Polonia  | -        | Rusia    | 3-2       | 25-22 | 25-22 | 21-25 | 22-25 | 15-11 | 108-105 |

- (¹) – Todos en Łódź.

## Fase final
- Todos los partidos en la hora local de Polonia (UTC+2).

|  | Semifinales      | Semifinales      |   |         | Final            | Final            |  |
|  | 20 de septiembre | 20 de septiembre |   |         | 21 de septiembre | 21 de septiembre |  |
|  |                  |                  |   |         |                  |                  |  |
|  |                  |                  |   |         |                  |                  |  |
|  | Francia          | 2                |   |         |                  |                  |  |
|  | Brasil           | 3                |   |         |                  |                  |  |
|  |                  |                  |   |         |                  |                  |  |
|  |                  |                  |   |         |                  |                  |  |
|  |                  |                  |   |         | Brasil           | 1                |  |
|  |                  | Polonia          | 3 |         |                  |                  |  |
|  |                  |                  |   |         |                  |                  |  |
|  |                  |                  |   |         |                  |                  |  |
|  |                  |                  |   |         | Tercer lugar     |                  |  |
|  |                  |                  |   |         |                  |                  |  |
|  | Alemania         | 1                |   | Francia | 0                |                  |  |
|  | Polonia          | 3                |   |         | Alemania         | 3                |  |

### Semifinales
| Fecha | Hora  | Partido¹ | Partido¹ | Partido¹ | Resultado | S1    | S2    | S3    | S4    | S5    | Total   |
| ----- | ----- | -------- | -------- | -------- | --------- | ----- | ----- | ----- | ----- | ----- | ------- |
| 20.09 | 16:40 | Francia  | -        | Brasil   | 2-3       | 18-25 | 25-23 | 23-25 | 25-22 | 12-15 | 103-110 |
| 20.09 | 20:25 | Alemania | -        | Polonia  | 1-3       | 24-26 | 24-28 | 25-23 | 21-25 | –     | 96-102  |

- (¹) – Ambos en Katowice.

### Quinto lugar
| Fecha | Hora  | Partido¹ | Partido¹ | Partido¹ | Resultado | S1    | S2    | S3    | S4 | S5 | Total |
| ----- | ----- | -------- | -------- | -------- | --------- | ----- | ----- | ----- | -- | -- | ----- |
| 20.09 | 13:40 | Irán     | -        | Rusia    | 0-3       | 19-25 | 21-25 | 18-25 | –  | –  | 58-75 |

- (¹) – En Łódź.

### Tercer lugar
| Fecha | Hora  | Partido¹ | Partido¹ | Partido¹ | Resultado | S1    | S2    | S3    | S4 | S5 | Total |
| ----- | ----- | -------- | -------- | -------- | --------- | ----- | ----- | ----- | -- | -- | ----- |
| 21.09 | 16:40 | Francia  | -        | Alemania | 0-3       | 21-25 | 24-26 | 23-25 | –  | –  | 68-76 |

- (¹) – En Katowice.

### Final
| Fecha | Hora  | Partido¹ | Partido¹ | Partido¹ | Resultado | S1    | S2    | S3    | S4    | S5 | Total |
| ----- | ----- | -------- | -------- | -------- | --------- | ----- | ----- | ----- | ----- | -- | ----- |
| 21.09 | 20:25 | Brasil   | -        | Polonia  | 1-3       | 25-18 | 22-25 | 23-25 | 22-25 | –  | 92-93 |

- (¹) – En Katowice.

## Medallero
| Polonia | Brasil | Alemania |
| Rafał Buszek Fabian Drzyzga Krzysztof Ignaczak Dawid Konarski Karol Kłos Michał Kubiak Mateusz Mika Marcin Możdżonek Piotr Nowakowski Michał Winiarski Mariusz Wlazły Andrzej Wrona Paweł Zagumny Paweł Zatorski | Renan Buiatti Éder Carbonera Murilo Endres Luiz Felipe Fonteles Leandro Vissotto Neves Raphael de Oliveira Mário Pedreira Bruno Rezende Lucas Saatkamp Sidnei dos Santos Felipe Lourenço Silva Maurício Borges Silva Ricardo Lucarelli de Souza Wallace de Souza | Michael Andrei Tim Broshog Marcus Böhme Christian Fromm Georg Grozer Max Günthör Denys Kaliberda Lukas Kampa Sebastian Kühner Sebastian Schwarz Jochen Schöps Markus Steuerwald Ferdinand Tille Dirk Westphal |
| Stéphane Antiga (seleccionador) | Bernardo Rezende (seleccionador) | Vital Heynen (seleccionador) |

## Estadísticas

### Clasificación general
| 1. Polonia        |
| 2. Brasil         |
| 3. Alemania       |
| 4. Francia        |
| 5. Rusia          |
| 6. Irán           |
| 7. Estados Unidos |
| 7. Canadá         |
| 9. Serbia         |
| 9. Finlandia      |
| 11. Argentina     |
| 11. Cuba          |
| 13. Italia        |
| 13. Bulgaria      |
| 15. China         |
| 15. Australia     |
| 17. Bélgica       |
| 17. Corea del Sur |
| 17. México        |
| 17. Venezuela     |
| 21. Camerún       |
| 21. Egipto        |
| 21. Puerto Rico   |
| 21. Túnez         |

### Distinciones individuales
- Mejor jugador (MVP) – Mariusz Wlazły ( Polonia)
- Mayor anotator – Mariusz Wlazły ( Polonia) –233 pts.–
- Mejor colocador – Lukas Kampa ( Alemania)
- Mejores receptores – Ricardo Lucarelli ( Brasil) y Murilo Endres ( Brasil)
- Mejores centrales – Marcus Böhme ( Alemania) y Karol Kłos ( Polonia)
- Mejor opuesto – Mariusz Wlazły ( Polonia)
- Mejor líbero – Jenia Grebennikov ( Francia)

Fuente: 